# Le Bal des espions
Pour plus de détails, voir Fiche technique et Distribution.
 (août 2021).
Si vous disposez d'ouvrages ou d'articles de référence ou si vous connaissez des sites web de qualité traitant du thème abordé ici, merci de compléter l'article en donnant les références utiles à sa vérifiabilité et en les liant à la section « Notes et références ».
Le Bal des espions est un film d'espionnage italo-français réalisé par Michel Clément et Umberto Scarpelli, sorti le 2 septembre 1960.

## Synopsis
Un ancien espion allemand monte une fausse affaire afin de faire perdre pied aux bandes rivales du Moyen-Orient.

## Fiche technique
- Titre original français : Le Bal des espions
- Titre italien : Schiave bianche
- Réalisation : Michel Clément et Umberto Scarpelli
- Scénario : Daniel Boulanger, d'après Documents à vendre de Jean Bruce aux Presses de la Cité
- Dialogues : Daniel Boulanger
- Musique : Camille Sauvage
- Photographie : Pierre Montazel
- Photographe de Plateau : Léo Mirkine
- Production : Comptoir Français de Productions Cinématographiques (Paris), Générale Française du Film (Paris), RS Cinematografica (Rome)
- Pays d'origine :  France |  Italie
- Langue originale : français
- Format : Noir et blanc — 35 mm — 1,37:1 — Son : Mono
- Genre : Film dramatiqueFilm d'espionnage
- Durée : 92 minutes
- Date de sortie : 
  - France : 2 septembre 1960
  - Italie : 23 mars 1964
- Affiche : Jean Mascii (France)

## Distribution
- Françoise Arnoul : Olivia
- Rosanna Schiaffino : Flora
- Michel Piccoli : Brian Cannon
- François Patrice : le frère d'Olivia
- Claude Cerval : Zarkho Solin
- Charles Régnier : Ernst Schenker
- Dina Perbellini
- Daniel Emilfork : un tueur
- Philippe Richard : Gallizi
- Marion Chéry
- Maria Grazia Buccella
- Walter Santesso
- Andrea Petricca
- Ignazio Balsamo
- Guy Neyrand

## Autour du film
- Les droits du roman Documents à vendre n'étant pas libres, Michel Clément l'a donc adapté en renommant le héros Hubert Bonnisseur de La Bath alias OSS 117, Brian Cannon.